# Zestandgoudwesp
De zestandgoudwesp (Chrysis sexdentata) is een vliesvleugelig insect uit de familie van de goudwespen (Chrysididae). De wetenschappelijke naam van de soort is voor het eerst geldig gepubliceerd in 1791 door Christ.